# Chernes sinensis
Chernes sinensis är en spindeldjursart som beskrevs av Beier 1932. Chernes sinensis ingår i släktet Chernes och familjen blindklokrypare. Inga underarter finns listade i Catalogue of Life.